# Pegasus (motorfiets)
Pegasus is een historisch merk van motorfietsen.
De bedrijfsnaam was: The Perseus Cycle en Motor Mfg Co, Burton upon Trent. 
Engels merk dat in de jaren twintig motorfietsen met Villiers-blokken maakte.